# Rafael García Lovera

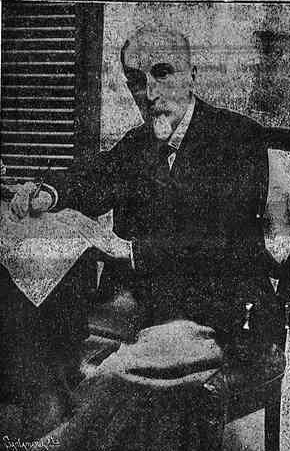
Retrato de Rafael García Lovera

Rafael García Lovera (1825-1913) fue un abogado, escritor y periodista español.

## Biografía
Nacido en Córdoba el 21 de junio de 1825, era hijo del impresor y editor cordobés Fausto García Tena. Realizó estudios de derecho en la Universidad de Sevilla, obteniendo el grado de Bachiller en Derecho civil y canónico. En 1848 fue investido jurisconsulto por la Universidad Central de Madrid, desarrollando una activa carrera como abogado. A la muerte de su padre, en 1874, Rafael y sus hermanos heredaron la imprenta familiar.
Llegó a colaborar con varias publicaciones como El Vergel, La Juventud Católica, La Floresta Andaluza, El Avisador Cordobés o La España Literaria. Tuvo un destacado papel en la gestión del Diario de Córdoba, periódico fundado por su padre, del cual llegaría a ser editor; en el proyecto también participaron sus hermanos Ignacio, Manuel y Fausto. Posteriormente sería director del periódico, estando al frente del Diario de Córdoba en una fecha tan tardía como 1898. Falleció el 3 de enero de 1913 en Córdoba y fue enterrado en el cementerio de la Salud.